# Omicidio a pagamento
Omicidio a pagamento (Comme un cheveu sur la soupe) è un film del 1957 diretto da Maurice Regamey. È soprattutto noto per essere stato il primo film da protagonista dell'attore comico Louis de Funès.